# Charenton – Écoles
Charenton – Écoles – stacja linii nr 8 metra w Paryżu. Stacja znajduje się w gminie Charenton-le-Pont. Została otwarta 5 października 1942 roku.